# Mineralbrunnen Überkingen-Teinach AG
Mineralbrunnen Überkingen-Teinach AG är en dryckestillverkare med huvudkontor i Bad Überkingen i Tyskland
Mineralbrunnen Überkingen-Teinach AG har tre produktionsområden: mineralvatten, Heilwasser och smaksatta drycker. Bland företagets varumärken återfinns bland andra Afri-Cola och Bluna.